# Klågerup
Klågerup is een plaats in de gemeente Svedala in Skåne de zuidelijkste provincie van Zweden. De plaats heeft 1883 inwoners (2005) en een oppervlakte van 100 hectare.

## Verkeer en vervoer
Bij de plaats loopt de Länsväg 108.